# Amy Sherman-Palladino

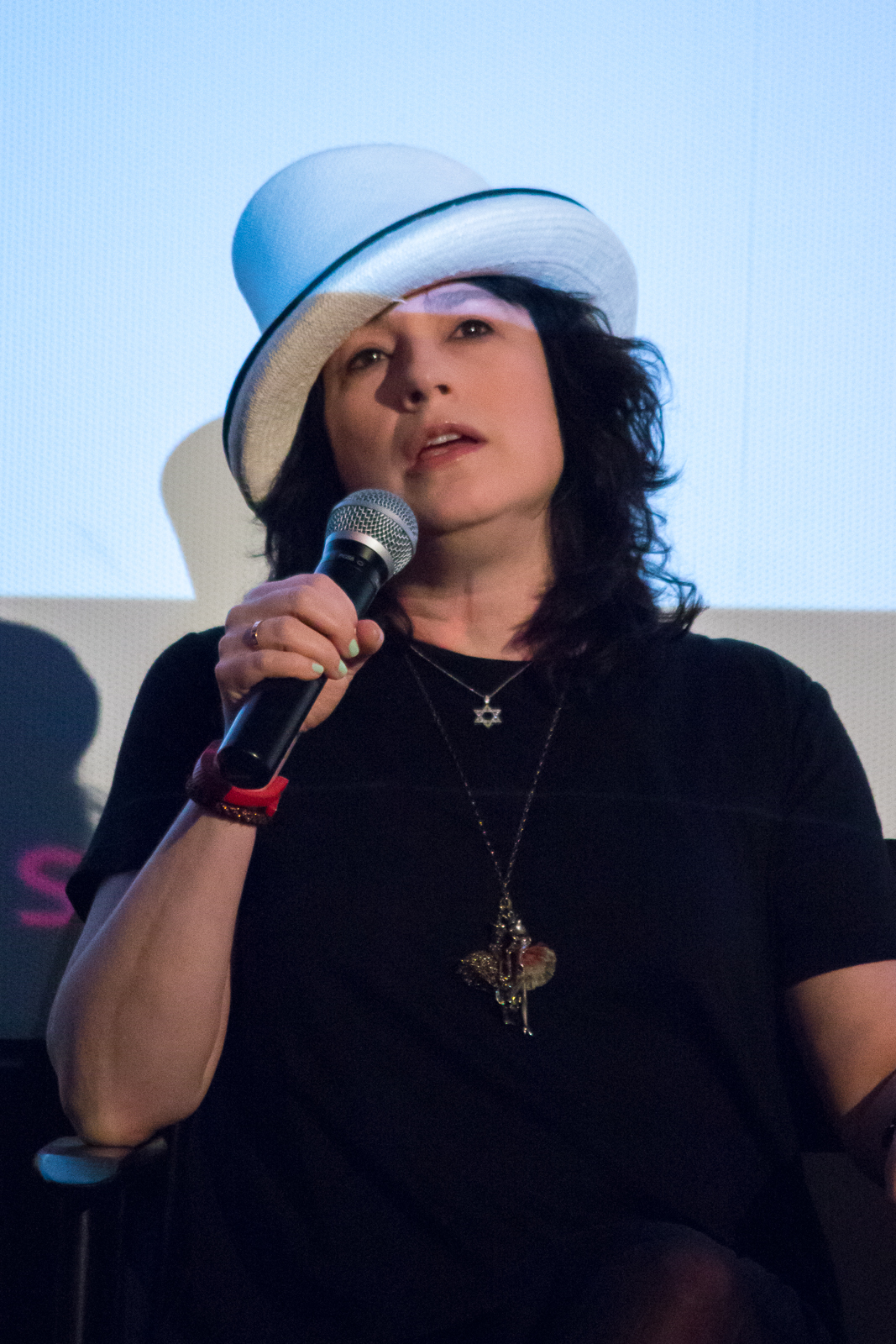
Amy Sherman-Palladino

Amy Sherman-Palladino (* 17. Januar 1966 als Amy Sherman in Los Angeles, Kalifornien) ist eine US-amerikanische Drehbuchautorin und Fernsehproduzentin.

## Karriere
Nach ihrem Abschluss an der North Hollywood High School in Los Angeles schloss sie sich der Comedy-Gruppe „The Groundlings Main Company“ an. 1990 begann sie für vier Jahre als Autorin an der Fernsehserie Roseanne mitzuarbeiten. Am bekanntesten ist Sherman-Palladino jedoch als Autorin, Produzentin und Regisseurin der US-Fernsehserie Gilmore Girls, die von Oktober 2000 bis 2007 erfolgreich auf dem US-amerikanischen Fernsehsender The WB lief. Für diese war sie auch als Regisseurin tätig und inszenierte 15 Episoden. Anschließend war Sherman-Palladino mit ihrer Serie New in Paradise beschäftigt, die von Juli 2012 bis Februar 2013 auf dem US-amerikanischen Kabelsender ABC Family gesendet wurde. 2016 veröffentlichte sie mit Gilmore Girls: Ein neues Jahr eine mehrteilige Fortsetzung der Gilmore Girls.
Im März 2017 wurde auf Prime Video der Pilotfilm für die Serie The Marvelous Mrs. Maisel veröffentlicht, bei der Sherman-Palladino als Autorin und Regisseurin beteiligt ist. Die Serie besteht aus fünf Staffeln.
Amy Sherman-Palladino ist mit ihrem Kollegen Daniel Palladino verheiratet.

## Filmografie
- 1990–1994: Roseanne (Autorin)
- 2000–2007: Gilmore Girls (Autorin, Produzentin, Regisseurin)
- 2012–2013: New in Paradise (Bunheads, Autorin, Produzentin, Regisseurin)
- 2016: Gilmore Girls: Ein neues Jahr (Gilmore Girls: A Year in the Life, Autorin, Regisseurin)
- 2017–2023: The Marvelous Mrs. Maisel (Autorin, Regisseurin)

## Auszeichnungen
Emmy
- 2018: Beste Regie und bestes Drehbuch einer Comedyserie für The Marvelous Mrs. Maisel[1]